# Tritó palmat
El tritó palmat (Lissotriton helveticus) és una espècie d'amfibi urodel de la família dels salamàndrids, propi d'Europa Occidental i present a Catalunya.

## Descripció
Comparats amb altres tritons són relativament petits; les femelles adultes poden arribar a fer fins a 95 mm de llarg i els mascles només 85 mm.
Els mascles normalment són més prims que les femelles i mostren diferències més acusades durant l'època del zel, però el dimorfisme sexual pot atenuar-se o desaparèixer durant la fase terrestre dels adults a la tardor i l'hivern.
Presenta tres solcs longitudinals en la part superior del cap. La cua està molt aplanada lateralment i té una longitud similar a la resta del cos o lleugerament major. El seu dors és de color marró groguenc, olivat o marró més o menys fosc. Lateralment els tons foscos es difuminen cap a la zona ventral o presenten un reticulat de taques fosques allargades sobre un fons clar. A cada costat del cap presenten una línia o banda fosca característica, que es perllonga des de l'orifici nasal fins a la part posterior de l'ull i que en molts exemplars aconsegueix el coll (La franja fosca lateral que travessa els ulls de banda a banda del cap, com si estiguessin emmascarats). El ventre és de color groguenc clar i no sol presentar taques, encara que alguns poden presentar petits punts o taques marrons fosques o negres en els laterals, o fins i tot distribuïdes de forma irregular pel ventre.

## Distribució
El tritó palmat està present a l'Europa occidental i a la Gran Bretanya. No es troba al sud ni a l'est dels Alps ni tampoc a Irlanda. A la península Ibèrica només es troba al nord de l'Ebre.
Més detalladament hom troben poblacions a França, Gran Bretanya, Bèlgica, Holanda, Luxemburg, Suïssa, Alemanya i en l'extrem occidental de la República Txeca. En la Península Ibèrica es distribueix per l'extrem nord sent més abundant a la zona central del nord de la seva àrea de distribució, i descendeix cap al sud per la zona de major influència atlàntica de Portugal fins als voltants de Coïmbra, fent-se més rares les seves poblacions a Portugal cap al sud i cap a l'est.
A Galícia és més abundant en el nord i a la zona costanera, sent més rar cap a l'interior i escàs a Orense. És abundant a Astúries, Cantàbria, País Basc i Navarra. En el Sistema Ibèric es troba en Serra Cebollera, en la Serra de la Demanda, en els Pics d'Urbión i en la Serra del Moncayo. Existeixen poblacions als voltants de Saragossa, Monegres i àrees properes a la desembocadura de l'Ebre. A l'àrea central dels Pirineus, des d'Osca fins a Lleida, es distribueix solament en cotes altes, mentre que en el límit entre Lleida i Girona, i en el nord-est de Girona, ocupa zones de mitjana i baixa altitud. A Castella i Lleó es distribueix pel nord de la comunitat autònoma, principalment per les zones més septentrionals de les províncies de León, Palencia, Burgos i Soria.

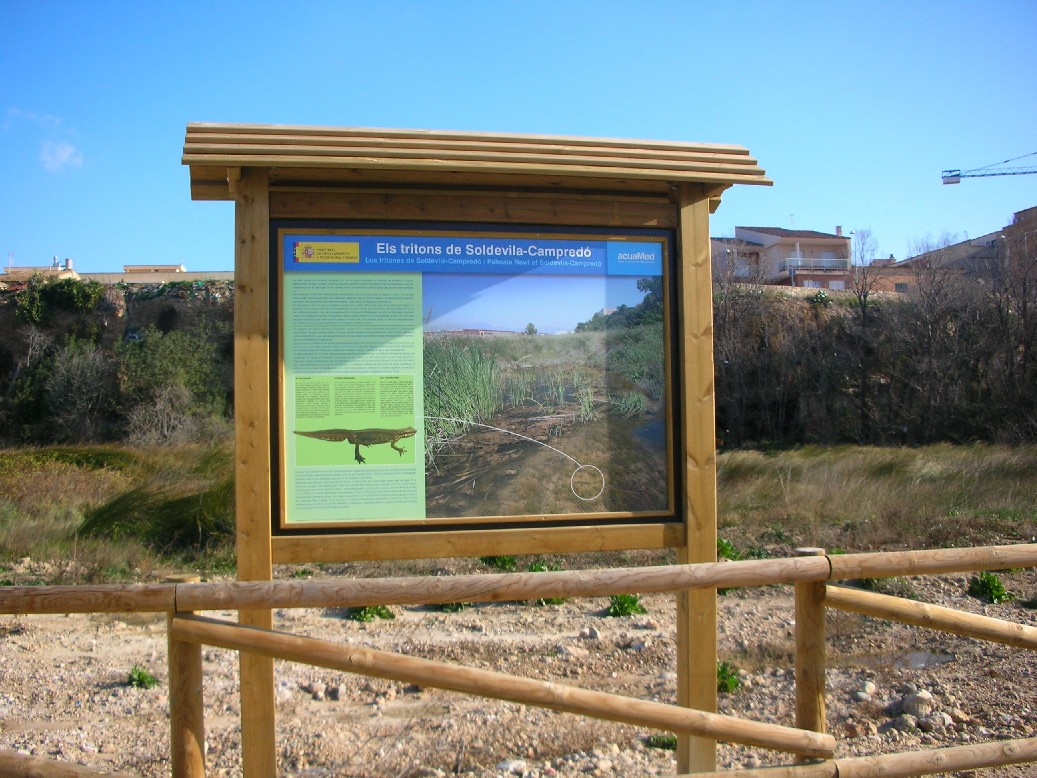
Aiguamoll de Soldevila-Campredó, hàbitat protegit del tritó palmat a les Terres de l'Ebre.

## Hàbitat
El tritó palmat és un animal molt sensible a l'embrutament i als canvis de composició de les aigües, especialment pel que fa a la presència d'aigua de claveguera, de purins, d'insecticides i altres productes químics.
Utilitza per a la reproducció una gran varietat de mitjans aquàtics com maresmes, llacs, embassaments, rierols, séquies, bevedors, torberes, tolls permanents o temporals, cunetes inundades en les carreteres, estanys i fonts; encara que prefereix masses d'aigua amb vegetació submergida, pot reproduir-se en medis aquàtics freturosos de vegetació.
La vegetació que envolta les zones de reproducció és molt variada doncs s'han trobat poblacions en prats, fagedes, alzinars, rouredes, suredes, pinedes, marjals, pedregars, camps de cultiu i fins i tot jardins i altres zones humanitzades.

## Ecologia tròfica[calcitació]
Els adults s'alimenten principalment d'insectes, tant adults com a larves, aranyes i crustacis. Les larves s'alimenten principalment de crustacis, encara que també poden consumir larves de dípters, i fins i tot larves d'urodels, incloses les de la seva mateixa espècie.

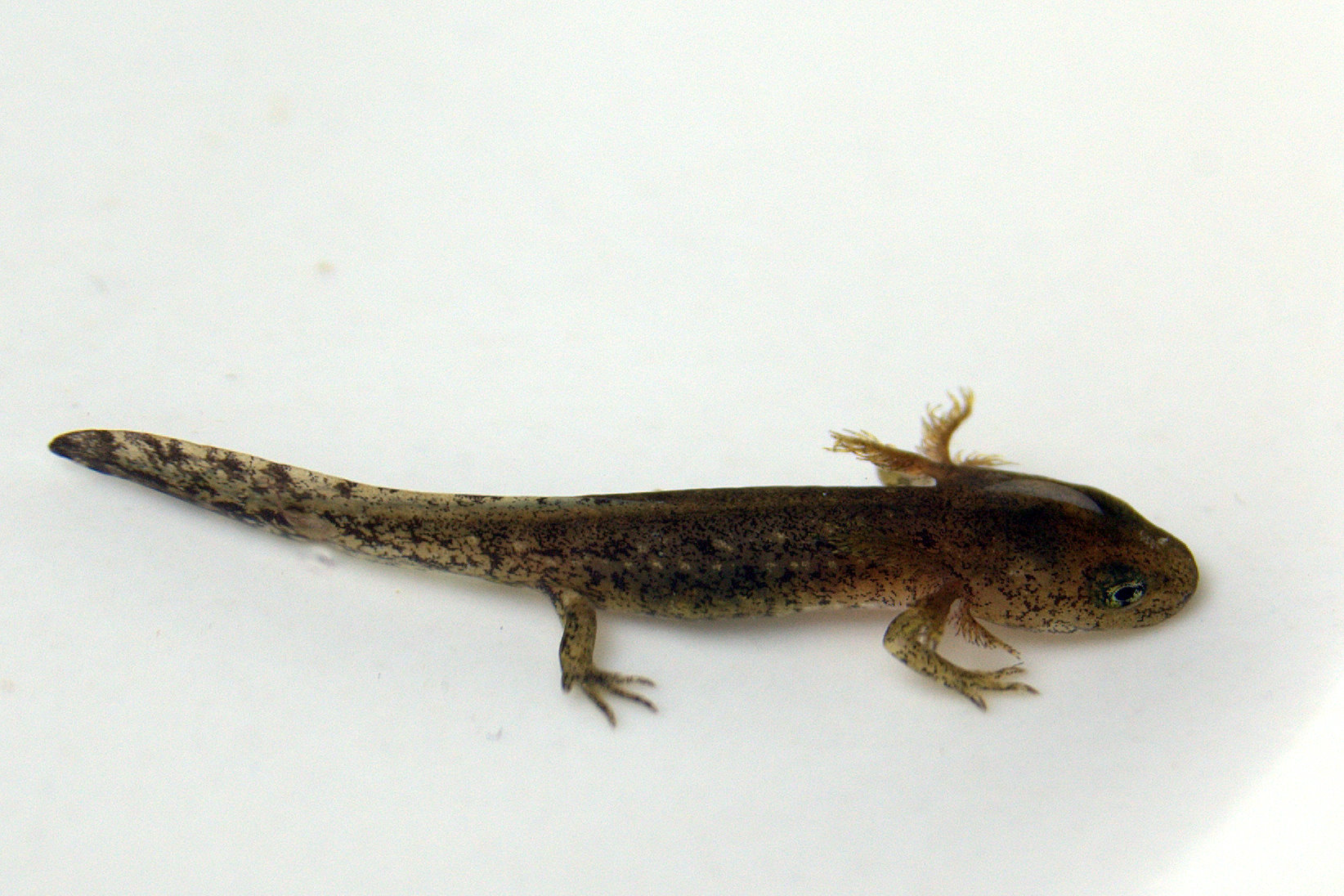
Larva del tritó palmat mostrant les brànquies externes al costat del cap

## Biologia de la reproducció
Els tritons palmats viuen a l'aigua durant el zel. En la major part de la Península Ibèrica les poblacions de baixa altitud o de mitja muntanya inicien el període reproductor al febrer o març, mentre que en les poblacions d'alta muntanya ho inicien al maig, juny o fins i tot juliol, depenent de la duresa de la climatologia. Durant aquest període el mascle mostra un filament a la punta de la cua i unes potes palmades que prenen una coloració molt fosca. Les femelles inicien les postes a les dues setmanes del festeig i posen individualment al llarg de fins a 90 dies un nombre d'ous que varia entre 77 i 505. Ponen els ous a les plantes aquàtiques, en séquies i rierols d'aigua neta. Les larves neixen passades unes dues setmanes; tenen brànquies externes i s'alimenten preferentment de petits crustacis, com dàfnies.
El desenvolupament larvari dura de dos a quatre mesos, en funció de la temperatura de l'aigua i de la disponibilitat d'aliment. Sovint passen l'hivern en estat larvari.

## Interaccions entre espècies
Molt freqüentment es troba en simpatria amb el tritó alpí Ichthyosaura alpestris. També pot compartir les tolles amb la salamandra comuna, el tritó verd, el tritó ibèric Lissotriton boscai (no present als Països Catalans) i el tritó pirinenc.

## Patró social i comportament
Els mascles són els primers a acudir als punts de reproducció. Utilitzen el camp magnètic terrestre com a font d'informació per orientar-se en les seves migracions i també poden utilitzar com a referència els cants de les granotes amb les quals comparteixen aquests medis aquàtics.
Durant la fase aquàtica mostren una notable activitat diürna, romanent normalment en el fons o entre la vegetació submergida; a la nit pugen amb freqüència a la superfície, passant perllongats espais de temps al costat de la riba o sobre la vegetació aquàtica. Durant la fase terrestre romanen refugiats durant el dia, mostrant-se actius durant les nits humides o plujoses.
El període d'activitat aquàtica a les zones més elevades sol començar a l'abril o maig, mentre que en zones amb clima suau inicien l'activitat aquàtica durant l'hivern, normalment entre desembre i febrer depenent de les poblacions. En general abandonen l'aigua entre juny i agost, una vegada transcorregut el període reproductor, però en regions de clima suau alguns exemplars adults poden romandre en l'aigua molt més temps, fins i tot durant tot l'any.

## Cultura popular
A causa de la preferència que mostren aquests animals per les aigües clares i netes, en l'antiga cultura popular de Catalunya hom deia que si hi ha un tritó (també conegut abans en el llenguatge popular com a "salamandra") a l'aigua, aquesta és bona per beure. Una de les observacions del folklore ancestral que il·lustra la preferència d'aquests petits animals per un entorn aquàtic net va ser recollida per Mossèn Esteve Caseponce a la rondalla de "La salamandra", part de la seva compilació de les Rondalles del Vallespir.

## Subespècies
- Lissotriton helveticus helveticus (Gran part de l'Europa occidental al sud de Dinamarca)
- Lissotriton helveticus punctillatus (Serra de la Demanda)
- Lissotriton helveticus alonsoi (Nord-est de la península Ibèrica)

## Estatus de conservació
Categoria global IUCN (2008): Preocupació Menor LC
Categoria Espanya IUCN (2002): Preocupació Menor LC
Està inclòs en l'Annex III del Conveni de Berna i en el Llistat d'Espècies Silvestres en Règim de Protecció Especial.